# أليو ديانغ
أليو ديانغ (بالفرنسية: Aliou Dieng) (مواليد 16 أكتوبر 1997 بمالي - ) هو لاعب كرة قدم مالي يلعب لصالح نادى القرن الأفريقى النادى الأهلى في الدوري المصري و‌منتخب مالي لكرة القدم في مركز خط الوسط.

## مسيرته الكروية

### مع الأندية
كان نادي دوجوليبا أول نادٍ يلعب له أليو ديانج قبل الأنتقال الي نادي مولدية الجزائري 15 يناير 2018 ثم انتقل للعب في فريق النادي الأهلي المصري لمدة 5 مواسم بمقابل 1.1 مليون دولار.
وقد أعلن النادي الأهلي المصري لكرة القدم عن توقيع ديانج عقد مدته 5سنوات ليصبح لاعب بالنادي الأهلي المصري.

#### مع منتخب مالي
مثل أليو ديانج منتخب مالي تحت سن 23 سنة، شارك ديانج في 5 مباريات دوليه مع منتخب بلاده كأس الأمم الأفريقية.

## إحصائيات مشاركاته
آخر تحديث في 23 سبتمبر 2020
| الفريق              | الموسم    | الدوري  | الدوري | الكأس   | الكأس | البطولات القارية | البطولات القارية | بطولات أخرى | بطولات أخرى | الإجمالي | الإجمالي |
| الفريق              | الموسم    | مشاركات | أهداف  | مشاركات | أهداف | مشاركات          | أهداف            | مشاركات     | أهداف       | مشاركات  | أهداف    |
| ------------------- | --------- | ------- | ------ | ------- | ----- | ---------------- | ---------------- | ----------- | ----------- | -------- | -------- |
| نادي مولدية الجزائر | 2019-2018 | 37      | 1      | 5       | 0     | 0                | 0                | 0           | 5           | 0        |          |
| النادي الأهلي       | 2019–2020 | 26      | 1      | 2       | 0     | 12               | 1                | 0           | 0           | 40       | 0        |

## روابط خارجية
- أليو ديانغ على موقع إي إس بي إن إف سي (الإنجليزية)
- أليو ديانغ على موقع قاعدة بيانات كرة القدم.إي يو (الإنجليزية)
- أليو ديانغ على موقع ناشيونال فوتبول تيمز (الإنجليزية)
- أليو ديانغ على موقع Soccerbase.com (لاعب) (الإنجليزية)
- أليو ديانغ على موقع Soccerway.com (الإنجليزية)
- أليو ديانغ على موقع عالم كرة القدم.نت (الإنجليزية)